# Ortigosa del Monte
Ortigosa del Monte es un municipio y localidad española de la provincia de Segovia, en la comunidad autónoma de Castilla y León. Cuenta con una población de 587 habitantes (INE 2024).

## Toponimia
La primera vez que se menciona es en 1247, bajo el diminutivo de Ortigosiella, pero en el siglo XVI ya se cita con el nombre de Ortigosa. Este procede del latín urticam ‘ortiga’ + el sufijo abundancial -osa, con el significado de «lugar donde hay muchas ortigas». En cuanto al apellido, se refiere a la cercanía de un monte o bosque, seguramente de encinas.
El nombre habría sido dado por sus repobladores, procedentes de Ortigosa, en la Tierra de Cameros riojana, o bien de Ortigosa de Pestaño.

## Geografía

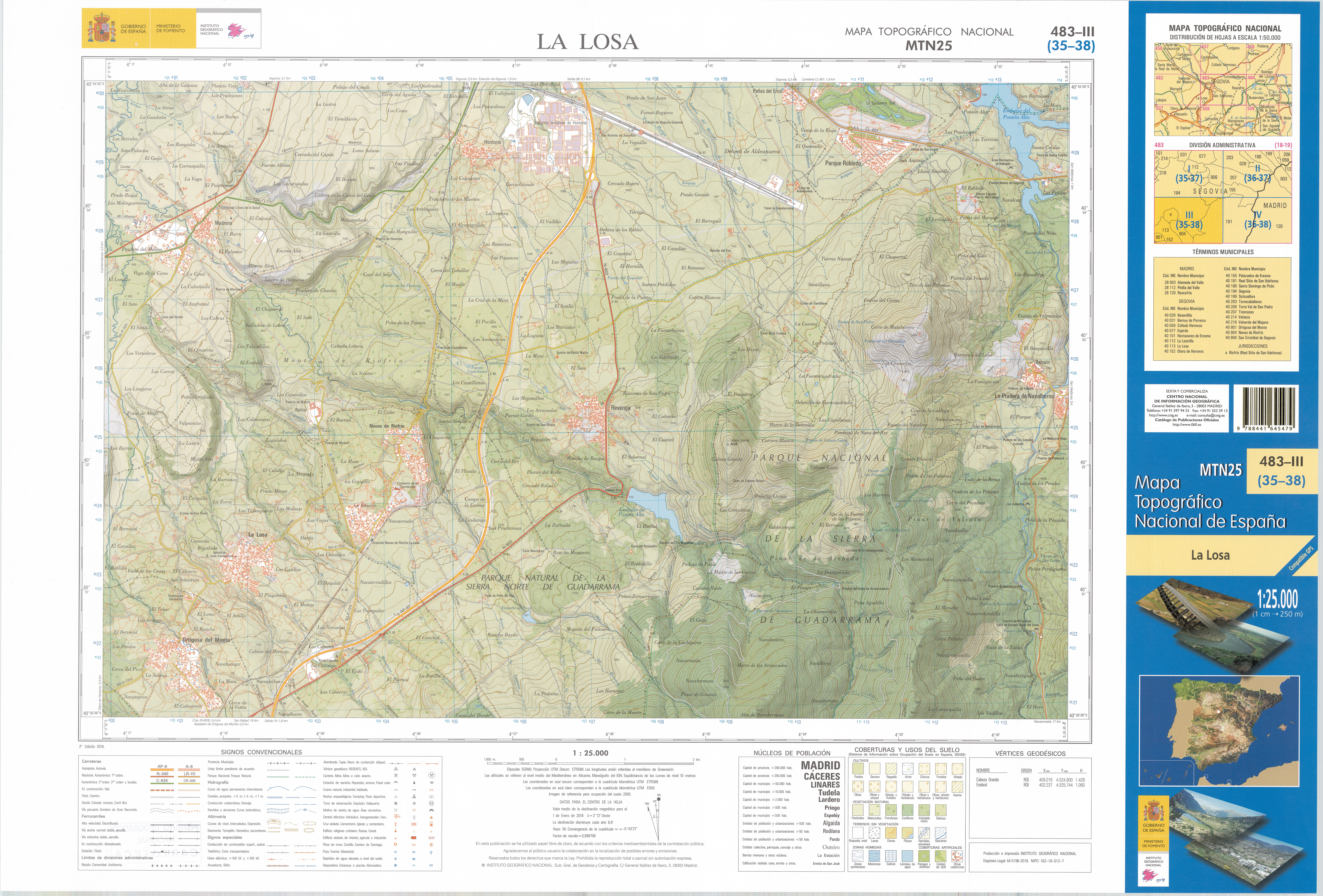
Fragmento de la hoja 483 del Mapa Topográfico Nacional de España de 2018 en el que se representa parte de Ortigosa del Monte

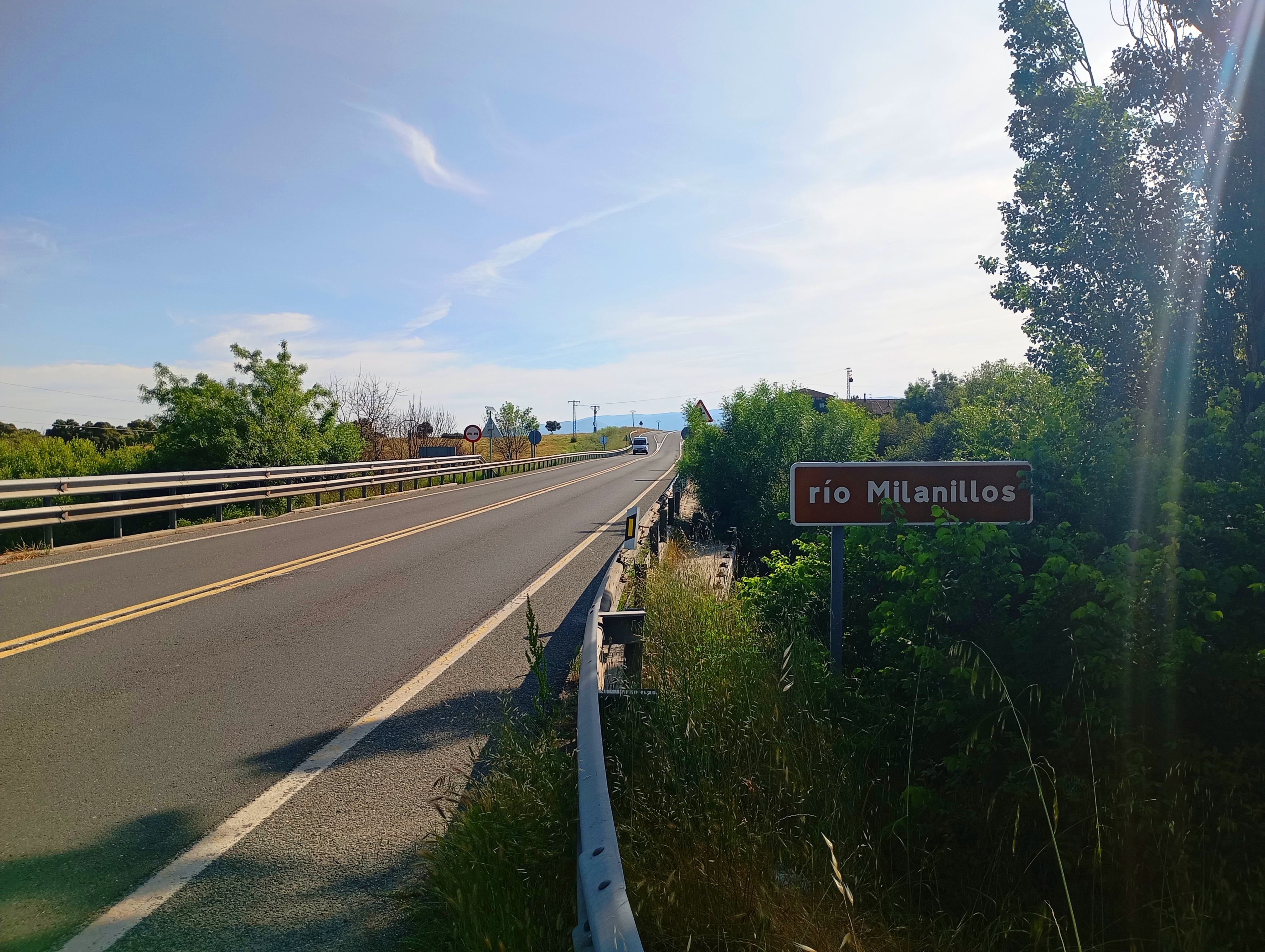
Río Milanillos en su intersección con la N-603 en Ortigosa del Monte

La localidad está situada a una altitud de 1094 m sobre el nivel del mar, inmediatamente al norte de la N-603 y en el margen izquierdo del río Milanillos, que la atraviesa parcialmente.
| Noroeste: Segovia           | Norte: Segovia  | Noreste: La Losa    |
| Oeste: Otero de Herreros    |                 | Este: La Losa       |
| Suroeste: Otero de Herreros | Sur: El Espinar | Sureste: El Espinar |

## Historia
Perteneció al Sexmo de San Millán de la Comunidad de ciudad y tierra de Segovia.
Durante el periodo comprendido entre el 25 de agosto de 1970 y el 28 de febrero de 1980 dejó de ser independiente, y estuvo incorporado como pedanía al municipio de Otero de Herreros.

## Demografía

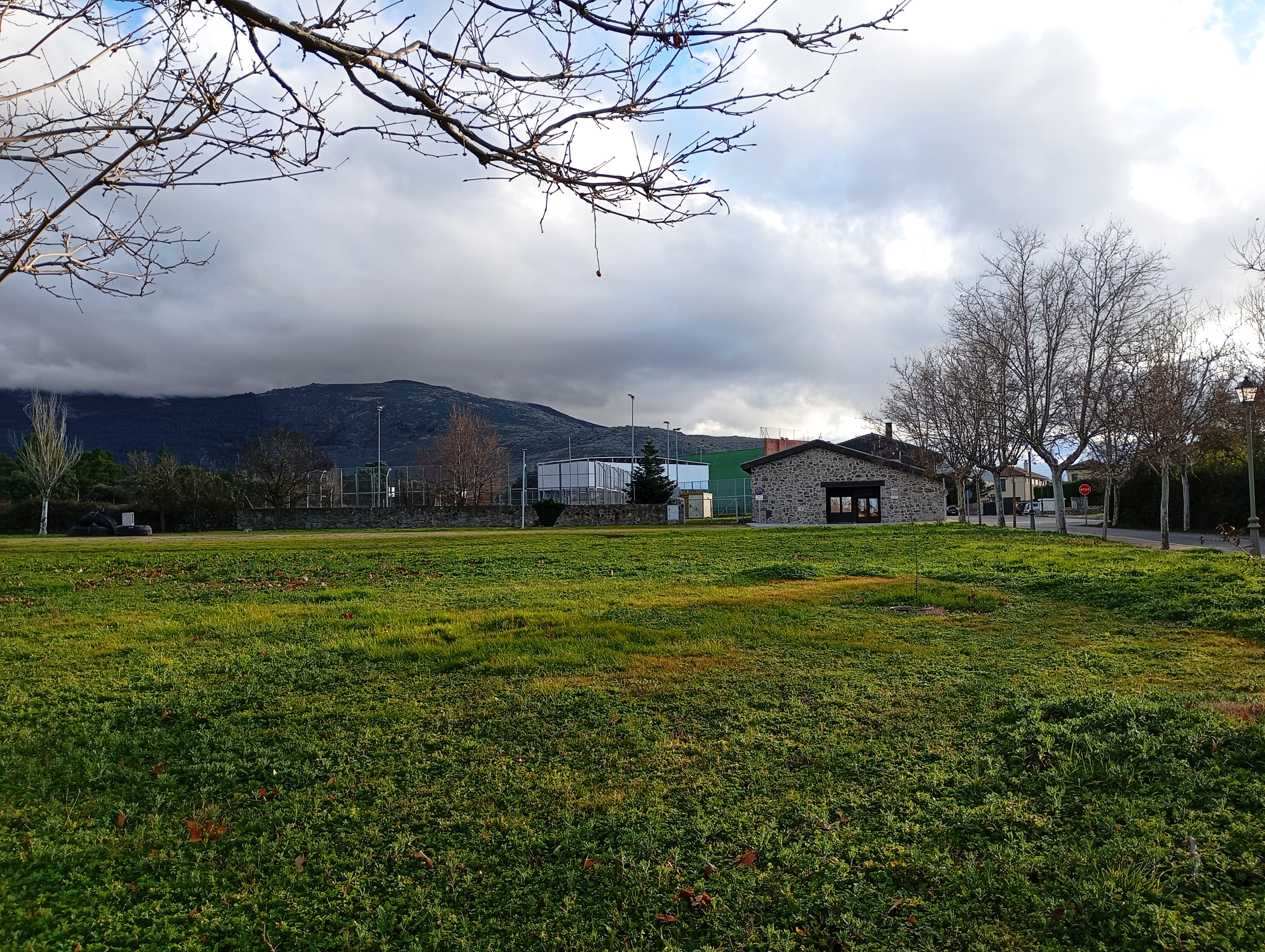
Vista del consultorio médico del municipio y sus pistas públicas de juego, al fondo la sierra de Guadarrama

Cuenta con una población de 587 habitantes (INE 2024).
| Gráfica de evolución demográfica de Ortigosa del Monte entre 1828 y 2021 |
| |
| Población según el Diccionario geográfico-estadístico de España y Portugal de Sebastián Miñano. Población de derecho según los censos de población del INE Población de hecho según los censos de población del INEEn este censo se denominaba Hortigosa del Monte: 1842 Entre el censo de 1970 y el anterior, este municipio desaparece porque se integra en el municipio 40152 (Otero de Herreros).- Reaparece en 1981 recibiendo oficialmente el código 901 |

## Economía

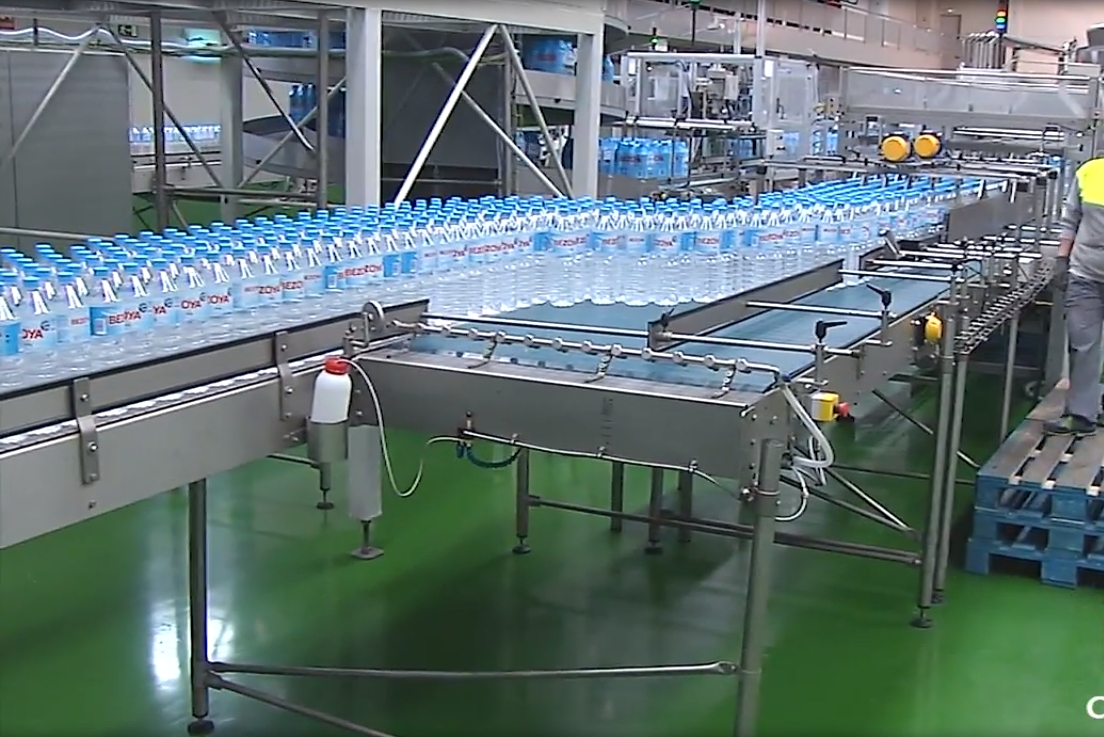
Planta de extractracion y envasado de agua de Bezoya en Ortigosa del Monte

En el municipio se encuentra la empresa de embotellado de agua Bezoya en el manantial homónimo adquirido en 1974 por Tomás Pascual. Las instalaciones disponen de una planta de extracción y embotellamiento de agua similar a la existente en Trescasas.

## Símbolos
El escudo heráldico y la bandera que representan al municipio fueron aprobados oficialmente el 10 de octubre de 2000. El escudo se blasona de la siguiente manera:

Escudo cuartelado, el primero de oro con una ortiga de sinople, segundo y tercero, de gules con una acueducto de dos órdenes, de plata, mazonado de sable y puesto sobre diez peñascos de plata, cuarto, de oro con monte de su color. Timbrado de la Corona Real Española.
Boletín Oficial de Castilla y León nº 248 de 27 de diciembre de 2000

La descripción de la bandera es la siguiente:

Bandera cuadrada, de proporción 1:1, de color verde y el escudo municipal en el centro, en sus colores.
Boletín Oficial de Castilla y León nº 248 de 27 de diciembre de 2000

## Administración y política
| Periodo   | Nombre                                                                    | Partido                            |
| --------- | ------------------------------------------------------------------------- | ---------------------------------- |

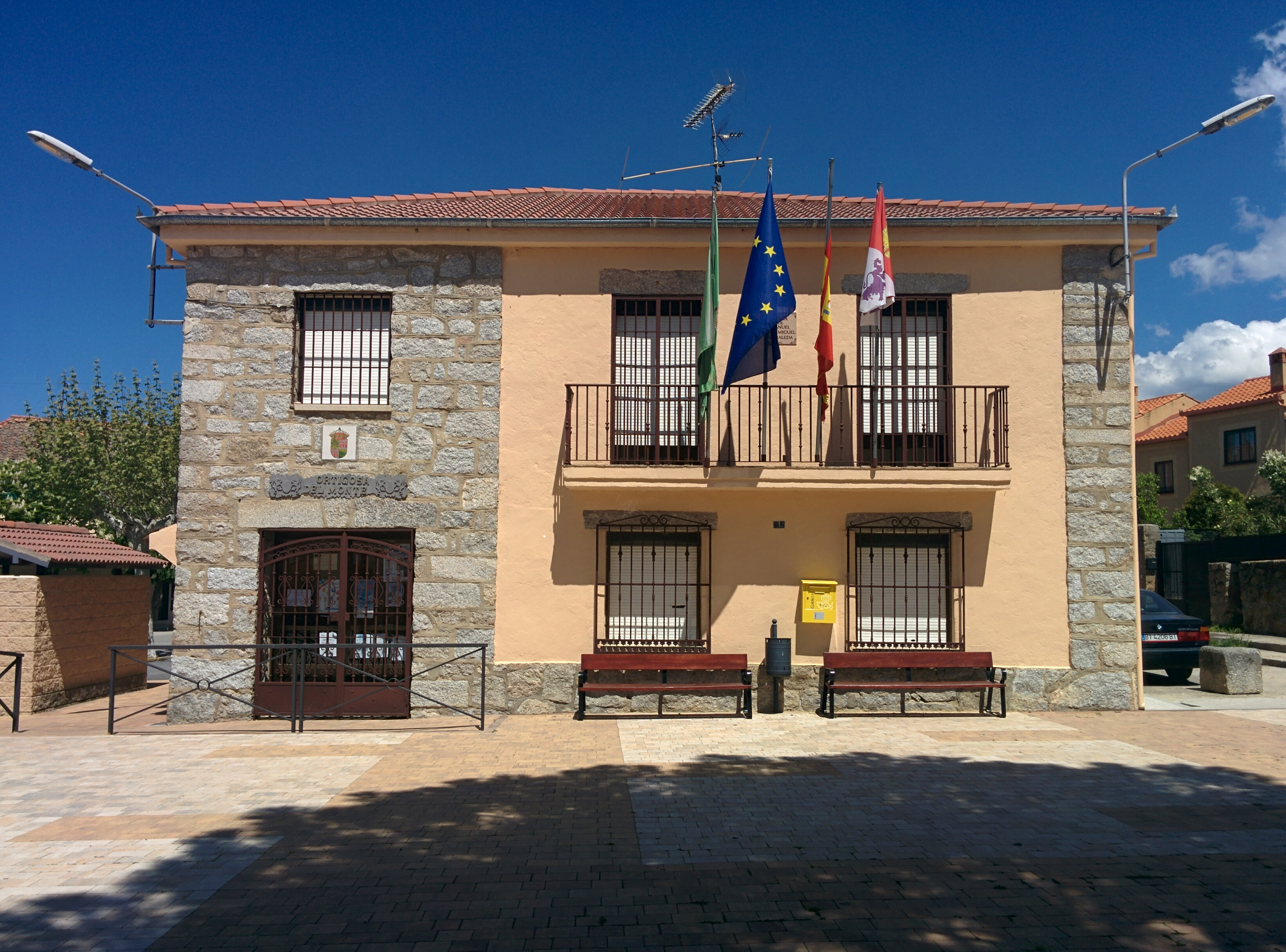
Casa consistorial

| 1979-1983 | Alberto Herranz Aparicio                                                  | A.E.                               |
| 1983-1987 | Alberto Herranz Aparicio                                                  | Independiente                      |
| 1987-1991 | Alberto Herranz Aparicio                                                  | Independiente                      |
| 1991-1995 | Alberto Herranz Aparicio                                                  | Independiente                      |
| 1995-1999 | Daniel Alonso Zorrilla                                                    | PP                                 |
| 1999-2003 | Félix Bernardos Gallego                                                   | PP                                 |
| 2003-2007 | Félix Bernardos Gallego                                                   | PP                                 |
| 2007-2011 | Jesús Ángel Moreno Pérez                                                  | Cand. Ind. de Ortigosa del Monte   |
| 2011-2015 | Luis Barrios Pitarque (2011-2013)Juan Carlos Cabrejas Mínguez (2013-2015) | PPCand. Ind. de Ortigosa del Monte |
| 2015-2019 | Juan Carlos Cabrejas Mínguez                                              | Cand. Ind. de Ortigosa del Monte   |
| 2019-2023 | Juan Carlos Cabrejas Mínguez                                              | Cand. Ind. de Ortigosa del Monte   |
| 2023-act. | Juan Carlos Cabrejas Mínguez                                              | Cand. Ind. de Ortigosa del Monte   |

## Transporte y comunicaciones

### Autobuses
Interurbanos
Cuenta con la línea regular VAC-246 de autobuses directos entre Segovia (estación de autobuses) y Madrid (intercambiador de Moncloa).
Metropolitanos

Plano del Transporte Metropolitano de Segovia

Ortigosa forma parte de la red de transporte Metropolitano de Segovia que va recorriendo los distintos pueblos de la provincia.
| Línea | Trayecto                                                                              |
| ----- | ------------------------------------------------------------------------------------- |
| M9    | Otero de Herreros - Segovia (por Revenga, Las Navillas, La Losa y Ortigosa del Monte) |

### Ferrocarril
Media distancia

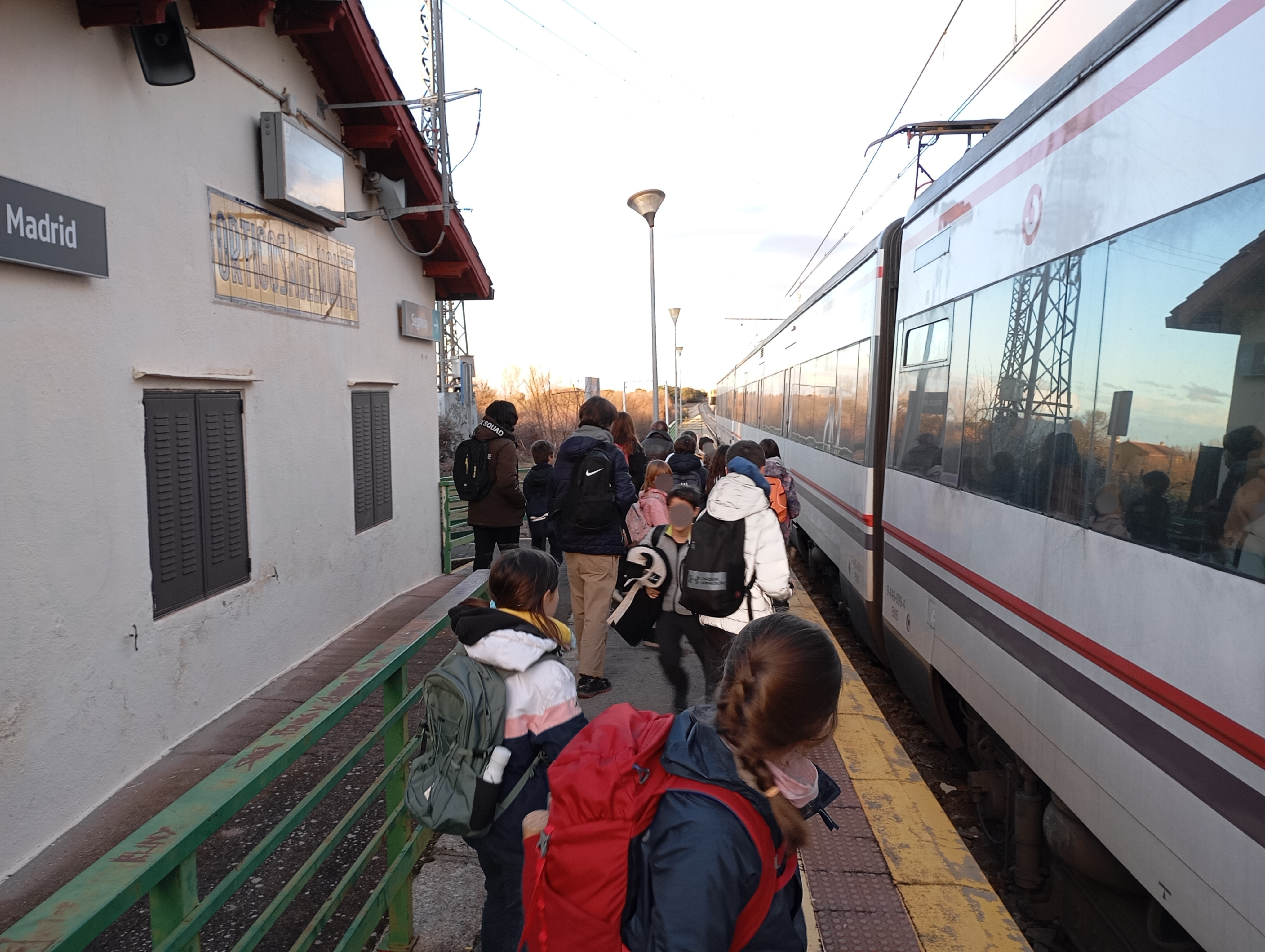
Grupo de personas subiendo al tren en la estación de Ortigosa del Monte

La estación de Ortigosa del Monte forma parte de la línea 53 de Media Distancia, que conecta Segovia, Madrid, Collado Villalba, Cercedilla y numerosos pueblos del sur de Segovia. Esta línea fue inaugurada el 29 de junio de 1888 aunque la estación es unos años posterior.

## Cultura

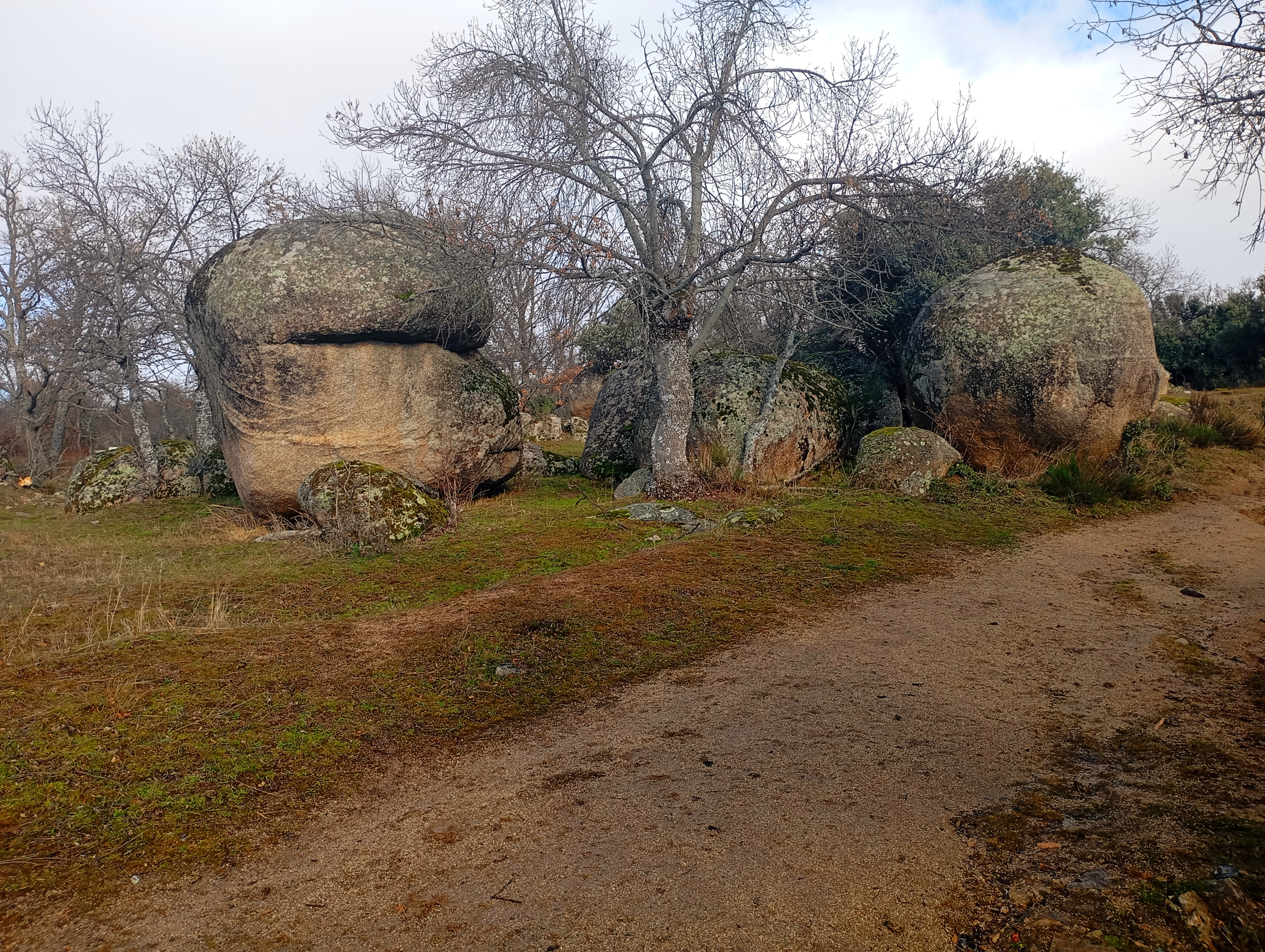
Vista de varios de los ejemplares de bolos graníticos de El Berrocal

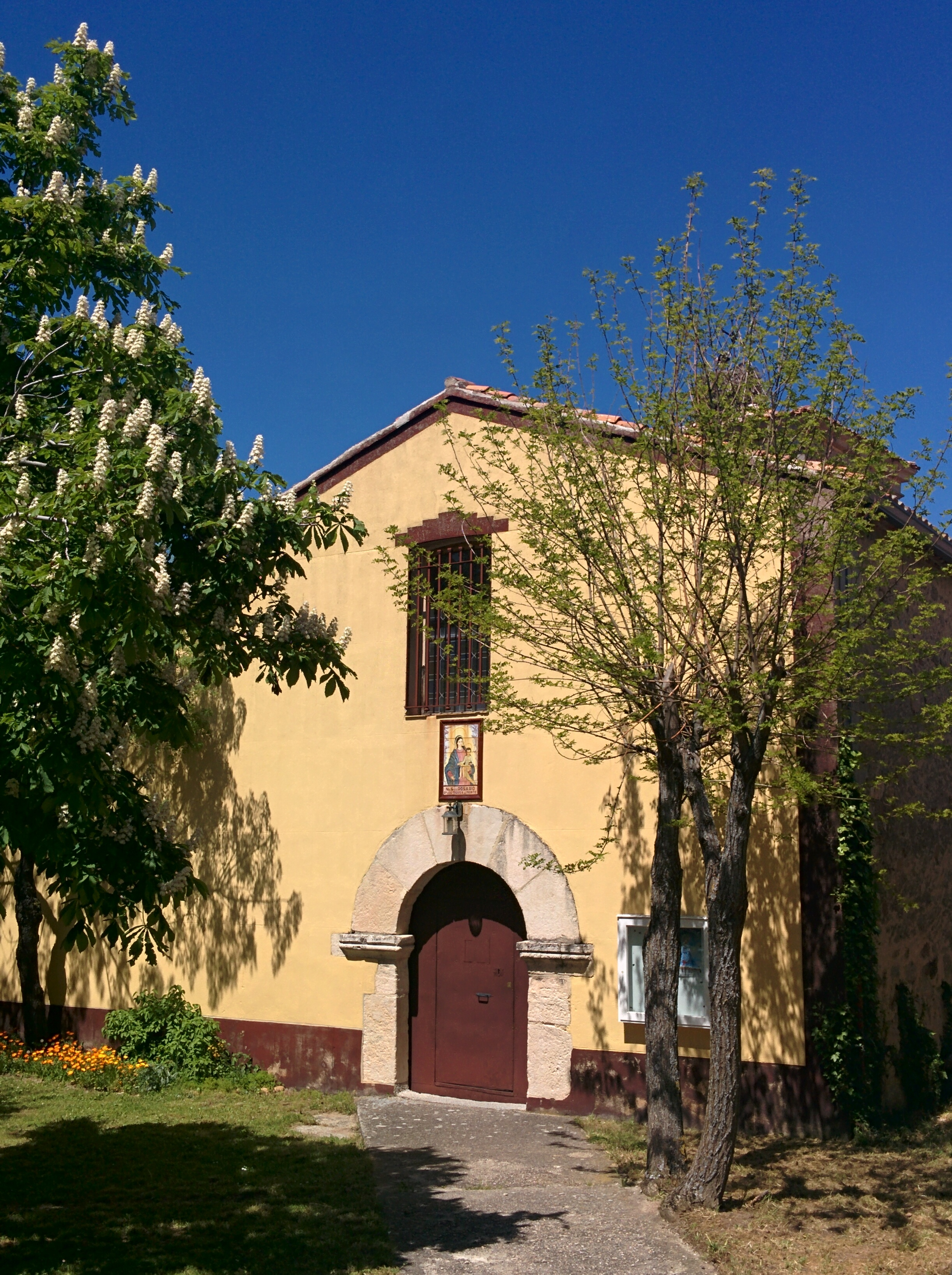
Iglesia de San Julián

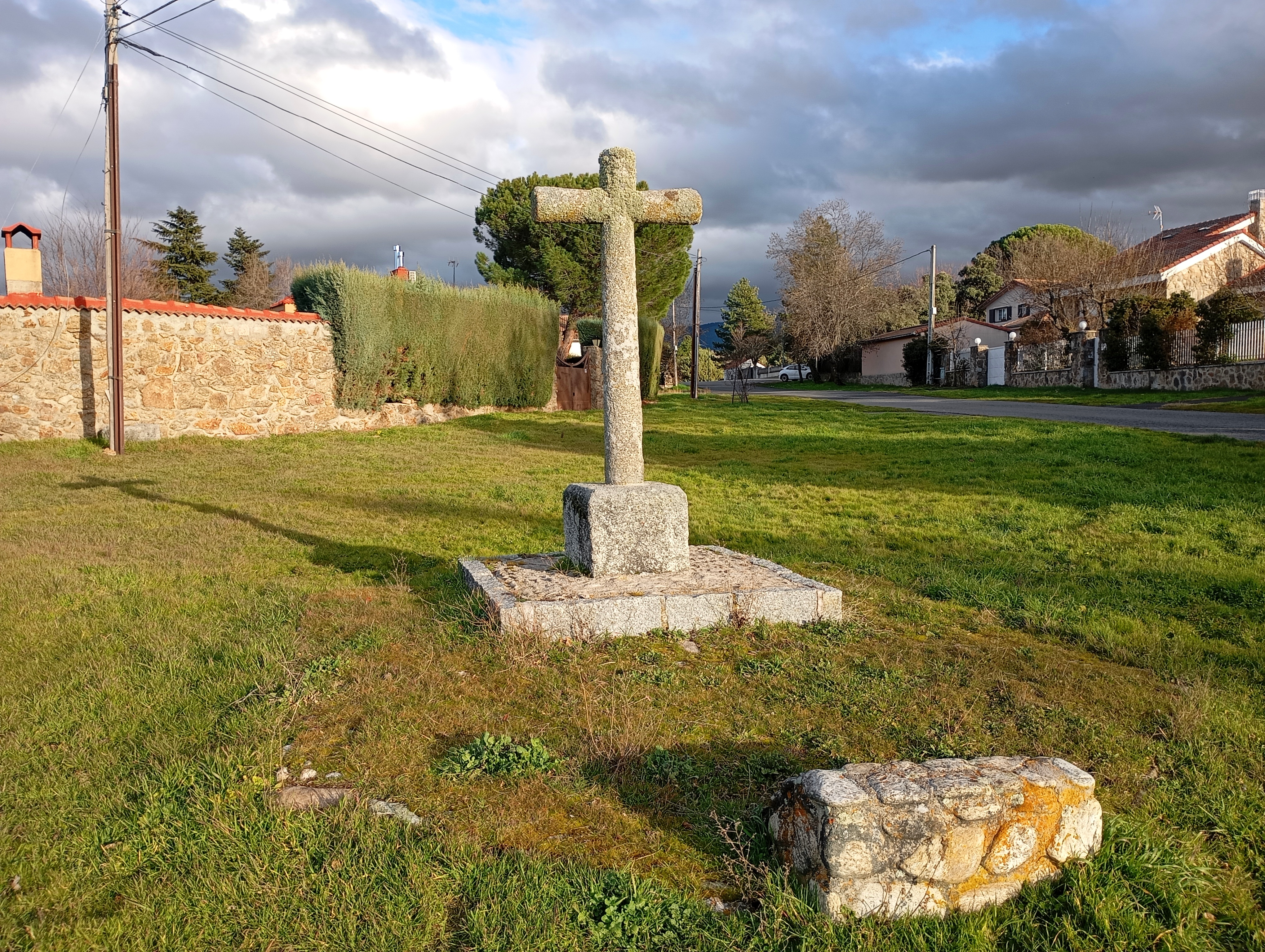
Cruz de piedra

### Patrimonio
- Iglesia de San Julián, de origen románico remodelada en siglo XVI. Destaca su púlpito gótico de piedra y su retablo mayor dedicado a Nuestra Señora del Rosario, obra de Francisco Sancho en el siglo XVII.
- Casa del esquileo, rancho de esquileo ubicado aquí debido al paso por el municipio de la Cañada Real Soriana Occidental, denominada en la zona Cañada de la Vera de la Sierra;
- Cruz de piedra dentro de la localidad.
- El Berrocal, con bolos de granito con una edad de 300 millones de años, fue declarado en 2006 lugar de Interés Geológico. Fue una cantera de piedra desde al menos desde época romana hasta los siglos XVIII y XIX. La finca, utilizada para aprovechamiento ganadero, fue donada a Ortigosa por una mujer espinariega en el siglo XVI, desde entonces el municipio abona anualmente cereales para las viudas de El Espinar, pago vigente recogido por el Censo Montaraz.[19][20][21][14][22]

### Fiestas
- Virgen del Rosario, que se celebran a mediados de agosto;
- San Julián, el 7 de enero.[19][23]